# Onkel Seedo
Onkel Seedo, geboortenaam Laban Richiel Olan, in Schotland ook wel Soulman Mr. Onkel genoemd (Botopasi, 11 januari 1958 - Glasgow, 10 december 2019), was een Surinaams zanger en gitarist. Hij trad op in de bands The Tropics, The Cosmo Stars en The Exmo Stars, en daarnaast solo, eerst in Nederland en sinds 2009 in Schotland.

## Biografie
Laban Richiel Olan, zoals Onkel Seedo bij de geboorte heette, werd geboren in Botopasi en speelde in Suriname in de formatie The Tropics.
In 1977 kwam hij naar Nederland en hij voegde zich nog hetzelfde jaar bij de formatie The Cosmo Stars. Een jaar eerder was deze band opgericht door Ernie Seedo, Humphrey Adams en Artus King. De band ging in 1981 verder als de The Exmo Stars. In Nederland trad hij ook op met zijn eigen band The Tropics en had hij hits met Olé, olé en Shake your pa du pa.
In 2009 vertrok hij naar Blantyre in Schotland. Hij trad daar op als soulzanger en stond bekend onder de naam Soulman Mr. Onkel.
Seedo overleed op 10 december 2019 in Glasgow. Er was eerst sprake van een begrafenis in Schotland, maar zijn lichaam werd gerepatrieerd naar Suriname. Hij werd op 4 januari 2020 begraven te Marius Rust in Paramaribo.

## Discografie
Hieronder volgt een mogelijk incomplete discografie.
Singles
- 1981: Mama
- 1983: Late again
- 1986: Mijn banana

Albums
- 2000:  Onkel Seedo is back